# Depot von Wurschen
Das Depot von Wurschen ist ein archäologischer Depotfund aus der Frühbronzezeit, der bei Wurschen in der Nähe von Bautzen (Landkreis Bautzen) entdeckt wurde.
Der Hortfund wurde 1905 auf einem Feld nahe der Mühle entdeckt. Er besteht aus vier Randleistenbeilen. Die Datierung auf 1800–1600 v. Chr. weist den Fund der Aunjetitzer Kultur zu.
Der Fund wird heute im Museum Bautzen aufbewahrt.